# Sarah Lewis
Sarah Lewis OBE (* 29. November 1964 in London) ist eine britische Sportfunktionärin und ehemalige Skirennläuferin. Als Sportlerin nahm sie 1988 an den Olympischen Winterspielen von Calgary teil. Bis 2020 war sie zwei Jahrzehnte lang als Generalsekretärin der Fédération Internationale de Ski (FIS) tätig. 2021 bewarb sie sich als erste Frau um das Amt des FIS-Präsidenten.

## Biografie

### Sportliche Laufbahn
Sarah Lewis nahm Anfang März 1982 an den ersten Ski-Juniorenweltmeisterschaften im französischen Auron teil und belegte die Ränge 28 und 39 in Slalom und Riesenslalom. Im darauffolgenden April wurde sie in die britische Nationalmannschaft aufgenommen. Höhepunkt ihrer aktiven Laufbahn war die Teilnahme an den Olympischen Winterspielen 1988 von Calgary. Bei den Rennen in Nakiska konnte sie sich jeweils mit hoher Startnummer weder im Riesenslalom noch im Slalom für den Entscheidungslauf qualifizieren. Nachdem sie ihre Karriere im Frühling 1988 beendet hatte, bestritt sie im Winter 1996 noch einige unterklassige Rennen.

### Weitere Karriere
Sarah Lewis gründete im Alter von 17 Jahren ihr erstes eigenes Unternehmen, mit dem sie unter anderem Promotion-Events für den Skisport organisierte. Daneben betätigte sie sich als Autorin für verschiedene Skimagazine. Ab 1990 war sie dreieinhalb Jahre lang Alpindirektorin im britischen Skiverband. Danach wechselte sie zur Fédération Internationale de Ski (FIS) und kümmerte sich zunächst um die Koordination der Kontinental-Cups.
Im September 2000 wurde sie FIS-Generalsekretärin und bekleidete dieses Amt die folgenden 20 Jahre lang. Im Jahr 2017 war Lewis eine von vier weiblichen Generalsekretärinnen in den sieben wichtigsten Wintersportverbänden. Ab 2014 war sie zusätzlich Generalsekretärin der Association of International Olympic Wintersports Federations (AIOWF). Im Oktober 2020 wurde sie überraschend durch das 16-köpfige FIS-Konzil abgewählt, als Begründung wurde ein „völliger Vertrauensverlust“ genannt. Im April 2021 wurde Lewis vom Königlichen Belgischen Skiverband als Kandidaten für die  Nachfolge des scheidenden FIS-Präsidenten Gian Franco Kasper vorgeschlagen. Bei der aufgrund der COVID-19-Pandemie verschobenen Wahl trat sie gegen FIS-Vorstandsmitglied Mats Årjes, den schwedisch-britischen Geschäftsmann Johan Eliasch und den Präsidenten des Schweizer Skiverbandes, Urs Lehmann, an. Als erste weibliche Bewerberin in der fast 100-jährigen Geschichte des Ski-Weltverbandes erzeugte sie mit ihrer Kandidatur ein großes internationales Medienecho.

## Erfolge

### Olympische Spiele
- Calgary 1988: Teilnahme an Riesenslalom und Slalom

### Juniorenweltmeisterschaften
- Auron 1982: 28. Slalom, 39. Riesenslalom

## Auszeichnungen
- 2006: Trophée femme en or
- 2018: Order of the British Empire (OBE)
- 2018: Ehrenprofessur der Sport-Universität Peking